# 大誓寺
大誓寺（だいせいじ）は、神奈川県横浜市栄区小菅ケ谷にある浄土宗寺院である。山号・西光山。

## 概要
1653年（承応2年）に小菅ケ谷村名主の梅沢勝国（与治右衛門）が開基した。現在の建築物は1838年（天保9年）に再建されたものである。

## 文化財
- 木造聖徳太子立像:横浜市指定有形文化財[2]。聖徳太子16歳の姿を表したといわれる。伝承では鎌倉時代に浄土真宗開祖の親鸞がこの地のやぐら「太子矢倉」に篭り、7体の聖徳太子像を造って付近の寺院に配ったものの1つとされていたが、解体修理の結果、室町時代の1469年（文明元年）に仏師・弘円が造ったものと判明した[3][4]。